# Quentin Bryce
Dame Quentin Alice Louise Bryce (Brisbane, Queensland; 23 de diciembre de 1942) es una política australiana, fue gobernadora general de Australia desde el 5 de septiembre de 2008 hasta el 28 de marzo de 2014 y siendo la primera mujer que ha ocupado este cargo.
Antes de llegar al puesto de Gobernadora en 2008, ocupó diversos cargos, sobre todo relacionados con la lucha contra la discriminación sexual. De ese modo, en 1984, fue nombrada directora del Servicio de Información de la Mujer del estado de Queensland; en 1987 de la Comisión de Derechos Humanos y de Igualdad de Oportunidades. Siguió ocupando puestos de diversa importancia hasta que llegó al cargo que ocupa actualmente. Ha sido gobernadora del estado de Queensland desde 2003 hasta 2008.
Está casada con Michael Bryce desde 1964 y tiene dos hijas, tres hijos y cinco nietos.